# Helios 2
Helios 2 byla sonda vyrobená v NSR, vypuštěná v roce 1976 americkou raketou, určená k průzkumu meziplanetárního prostoru poblíž Slunce.
Během obletu Slunce byla sonda vlivem jeho velké gravitace zrychlena až na 68,75 km/s (2x rychlejší než Země kolem Slunce) a stala se nejrychlejším člověkem postaveným tělesem.

## Základní informace
Program této sondy a celého programu Helios byl určen pro výzkum prostoru v okolí Slunce. Sonda byla vyrobená v Německu, programovou náplň všech experimentů připravili vědci NSR a USA. Sonda dostala přidělené označení COSPAR 1976-003A. Při svém letu byla stabilizována pomalou rotací. Povrch tělesa sondy byl pokryt z 50% slunečními bateriemi a z 50% odrazovými ploškami, které záření způsobující zahřívání sondy při průletu blízko Slunce odrážely. Hmotnost sondy byla 376 kg.

## Průběh letu
S pomocí rakety Titan 3E Centaur D-1T sonda odstartovala ráno 15. ledna 1976 z kosmodromu Eastern Test Range na Floridě na heliocentrickou dráhu. Po dobrých zkušenostech s předchozí sondou Helios 1 byla sonda navedena ještě blíže ke Slunci, nejblíže k němu byla 41,9 milionů km. Dráha ležela ve vzdálenosti 0,28 až 0,995 AU, periodická oběžná doba byla 186 dní v rovině ekliptiky.
Naměřené a na Zemi odesílané hodnoty byly porovnávány s docházejícími výsledky měření Heliosu 1 a sond Pioneer. Některá data zpracovávala i Československá akademie věd.
Plánovaná životnost systémů sondy byla tři měsíce, pracovala však mnohem déle. Po třech letech činnosti vznikly problémy s teplotou a 3. března 1980 s ní bylo přerušeno spojení. V současné době se Helios 2 nachází na heliocentrické dráze a není již sledován.